# Scytodes thoracica
Scytodes thoracica es una especie de araña araneomorfa de la familia Scytodidae también conocidas como arañas escupidoras debido a que escupen una seda pegajosa y venenosa sobre su presa. Tiene una amplia distribución que abarca Europa, Asia, América, África del Norte, Australia y Nueva Zelanda.

## Descripción

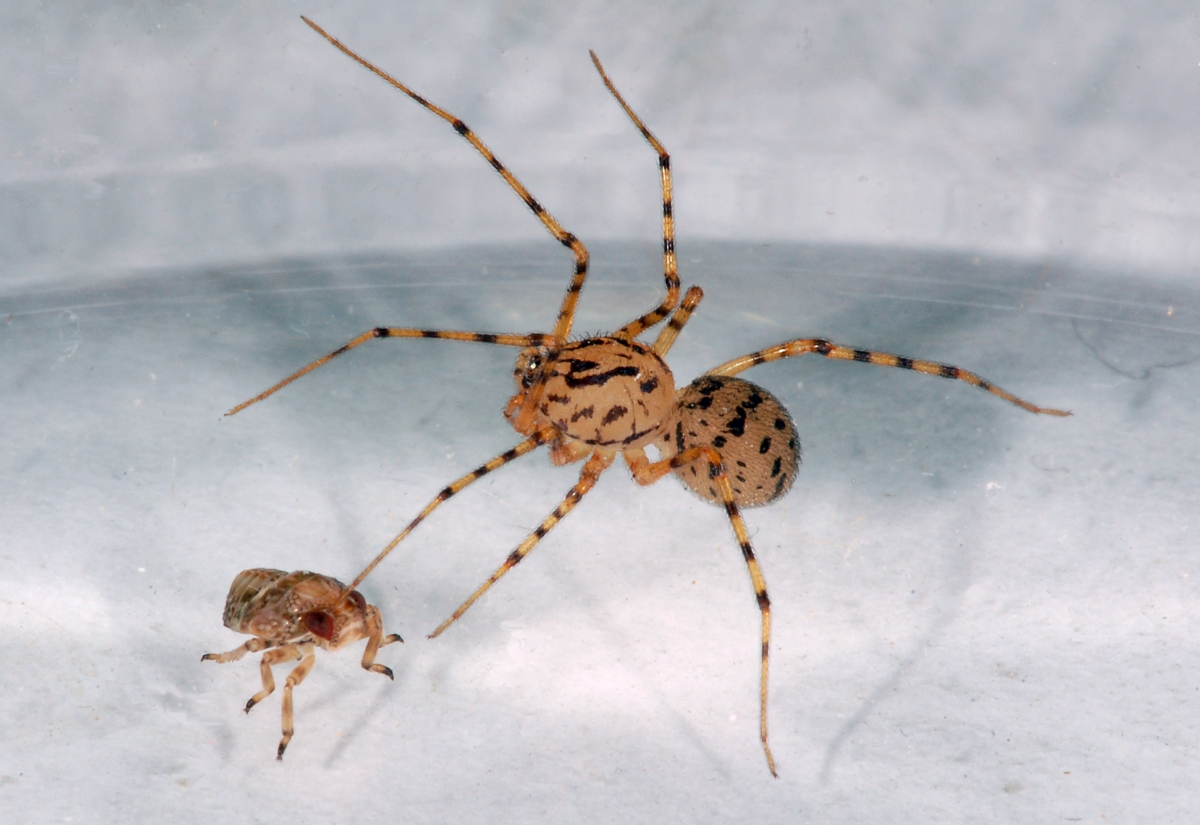

Scytodes thoracica mide entre 3 y 6 mm, es de color amarillo pálido con marcas negras en el cefalotórax. Tiene seis ojos en lugar de los ocho que suelen tener otras arañas. Esta araña tiene en particular la presencia de glándulas de seda en su cefalotórax. Además de las glándulas de seda en su abdomen tiene glándulas de seda conectadas con sus glándulas de veneno. De esta manera la araña tiene la capacidad de hacer seda venenosa. Otros arácnidos también pueden tener glándulas de seda en su cefalotórax como los pseudoescorpiones.

## Hábitat
Son de hábitos nocturnos, es común encontrarlas en bosques o pantanos aunque también en las casas, prefieren climas con temperaturas cálidas. La época de apareamiento se produce en los meses más cálidos. Las hembras ponen entre 20 a 30 huevos, los huevos eclosionan después de 2-3 semanas. Tienen un promedio de vida de 1 a 4 años. Se alimentan de insectos que suelen cazar habitualmente en especial moscas, mariposas, mosquitos, chinches, abejas y saltamontes.

## Tácticas de caza

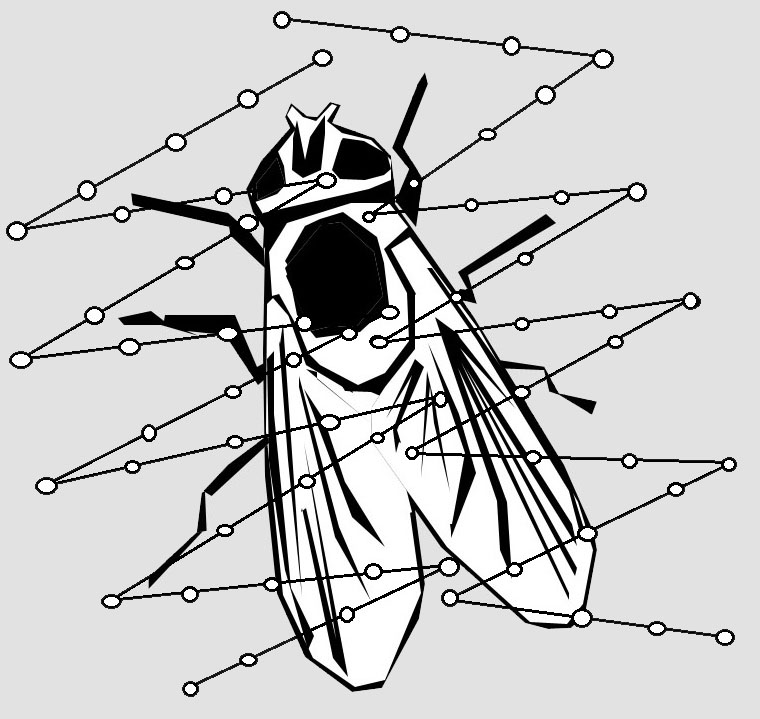
Ilustración esquemática de una presa capturada.

En contraste con los pseudoscorpiones que usan la seda de las glándulas del cefalotórax para hacer nidos, las arañas escupidoras lo usan para atrapar a sus presas de una manera muy particular. S. thoracica un cazador muy lento como pueden sugerir sus largas patas. Durante la noche, cuando algunos insectos son menos activos comienza su caza. La araña se cuela con mucho cuidado hacia su presa y desde aproximadamente 10 mm. Se detiene y mide cuidadosamente la distancia hasta su presa con una pata delantera sin molestarla. Luego aprieta la parte posterior de su cuerpo y escupe dos hilos de seda en 1/600 segundos en forma de zigzag sobre la víctima. La presa queda inmovilizada de inmediato, cuando la presa es más grande la araña escupe varias veces. Se asume que la araña usa largos pelos especiales de audición ubicados en sus patas para localizar a sus presas.